# Володар Глібович
Володар Глібович (1090-ті — після 1167) — князь Мінський (1151—1159; 1165—1167), Городцовський (1159—1165) і Полоцький (1167) з Полоцької гілки Рюриковичів. Син Мінського князя Гліба Всеславича та княжни Володимиро-Волинської Анастасії Ярополковни, доньки Короля Русі Ярополка Ізяславича.
Брат Ростислава Глібовича.
У 1135/1136 одружився з Рихезою (Риксою), донькою Болеслава III та вдовою Магнуса Сильного. За однією з версій цей шлюб був укладений з метою створення союзу Болеслава III з полоцьким князем проти короля Данії Еріка II із спадкоємцями Володимира Мономаха.

## Родина
Дружина — Рикса Болеславівна (1116—1156), донька Болеслава III, вдова Магнуса Сильного.
Діти:
- Софія Володарівна (близько 1140—1198) — дружина Вальдемара I, короля Данії
- Володимир Володаревич (1140-ві — 1216) — князь Полоцький (1184—1216)
- Василько Володаревич (1140-ві — 1222)